# Саг-Гарбор (Нью-Йорк)
Саг-Гарбор (англ. Sag Harbor) — селище (англ. village) в США, в окрузі Саффолк штату Нью-Йорк. Населення — 2772 особи (2020).

## Географія
Саг-Гарбор розташований за координатами 40°59′48″ пн. ш. 72°17′23″ зх. д. / 40.99667° пн. ш. 72.28972° зх. д. (40.996564, -72.289646).  За даними Бюро перепису населення США в 2010 році селище мало площу 6,02 км², з яких 4,67 км² — суходіл та 1,35 км² — водойми.

## Демографія
Згідно з переписом 2010 року, у селищі мешкало 2169 осіб у 1000 домогосподарствах у складі 515 родин. Густота населення становила 360 осіб/км².  Було 1941 помешкання (322/км²).
Расовий склад населення:
| - 87,0 % — білих - 7,2 % — чорних або афроамериканців - 1,4 % — азіатів - 1,0 % — корінних американців - 1,8 % — осіб інших рас |

До двох чи більше рас належало 1,6 %. Частка іспаномовних становила 13,1 % від усіх жителів.
За віковим діапазоном населення розподілялося таким чином: 17,2 % — особи молодші 18 років, 62,0 % — особи у віці 18—64 років, 20,8 % — особи у віці 65 років та старші. Медіана віку мешканця становила 47,3 року. На 100 осіб жіночої статі у селищі припадало 88,4 чоловіків;  на 100 жінок у віці від 18 років та старших — 87,7 чоловіків також старших 18 років.
Середній дохід на одне домашнє господарство  становив 148 922 долари США (медіана — 100 900), а середній дохід на одну сім'ю — 161 765 доларів (медіана — 106 364). За межею бідності перебувало 5,9 % осіб, у тому числі 10,9 % дітей у віці до 18 років та 3,8 % осіб у віці 65 років та старших.
Цивільне працевлаштоване населення становило 1074 особи. Основні галузі зайнятості: роздрібна торгівля — 16,9 %, фінанси, страхування та нерухомість — 12,2 %, будівництво — 11,6 %.